# WinMerge
WinMerge – otwartoźródłowe oprogramowanie umożliwiające porównywanie zawartości plików. Prezentuje różnice między wskazanymi plikami, umożliwiając ich analizę w łatwym do zrozumienia wizualnym formacie tekstowym. Poza plikami tekstowymi aplikacja obsługuje również obrazy (w różnych formatach), pliki CSV/TSV, a także foldery.
W trakcie porównywania danych okno programu składa się z dwóch paneli wyświetlanych obok siebie, które przedstawiają zawartość plików, a pozycja prezentowanych danych jest między nimi synchronizowana wraz z przewijaniem suwaka. Poszczególne różne fragmenty są następnie podświetlane odpowiednim kolorem, dzięki czemu użytkownik może łatwo odnaleźć różnice między plikami.
Program umożliwia przeskakiwanie do różnic w tekście, przenoszenie wierszy między dokumentami oraz wykonywanie zbiorczych transferów różnic z jednego pliku do drugiego. Jest wyposażony w funkcje cofania zmian i sporządzania automatycznych kopii zapasowych. Do dyspozycji użytkownika pozostawiono także możliwość zbiorczego porównywania plików (różnych folderów) – program wyświetla ogólne podsumowanie wyników porównania dla każdej pary plików. Poszczególne wyniki można rozszerzyć do pełnego okna porównawczego (poprzez dwukrotne kliknięcie na daną parę).
Pierwsza wersja programu została wydana w 2000 roku.